# Q de Tobin
Pour les articles homonymes, voir Tobin.

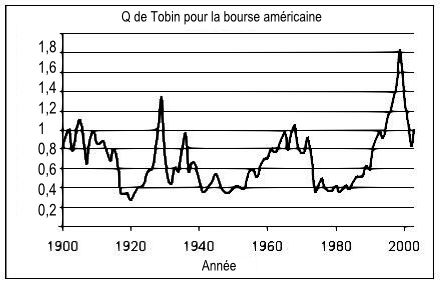
Évolutions historiques du Q de Tobin aux États-Unis

Le Q de Tobin est une théorie des choix d'investissement élaborée en 1969 par l'économiste James Tobin.
Cette théorie définit un ratio Q tel que
{\displaystyle Q={\frac {\mathrm {Valeur~boursi{\grave {e}}re~de~l'entreprise} }{\text{Valeur de remplacement du capital fixe}}}}
Un Q supérieur à 1 signifie que l'entreprise en question a intérêt à augmenter son stock de capital fixe (donc à investir), car l'augmentation de la valeur boursière sera supérieure au montant investi.
Un Q inférieur à 1 pousse les actionnaires à une certaine défiance envers l'entreprise. Cela signifie théoriquement que cette dernière aura du mal à lever des fonds pour investir et donc augmenter les dividendes qu'elle versera aux actionnaires. Inversement, si Q est supérieur à 1, les actionnaires ont confiance en l'entreprise puisqu'ils ont des chances de voir leurs dividendes augmenter.
Contrairement à la plupart des autres théories de l'investissement, le Q de Tobin a l'avantage de tenir compte de plusieurs facteurs : le taux d'intérêt, la rentabilité et les anticipations, étant donné que ces facteurs influencent les cours boursiers.

## Limites
La théorie du Q de Tobin présuppose l'existence de marchés financiers parfaits. En effet, si la valeur boursière d'une entreprise ne correspond pas à sa valeur réelle, par exemple en présence d'une bulle spéculative, alors les résultats seront faussés, rendant cette technique inutilisable.
De plus ce ratio ne concerne que les entreprises cotées en bourse, il suppose donc que les comportements des TPE et des PME sont similaires lorsqu'elles ne sont pas cotées.